# Fabian Plak
 (janvier 2022).
Fabian Plak est un joueur néerlandais de volley-ball né le 23 juillet 1997 à Tuitjenhorn. Il joue au poste de central. À partir de la saison 2020/2021, il joue en équipe de france Grand Nancy VB.
Sa sœur aînée est Celeste Plak, qui est également joueuse de volleyball.

## Palmarès

### Clubs
Ligue Schenker:
- 2019

Championnat d'Estonie:
- 2019

Supercoupe d'Espagne:
- 2019[1]

Coupe d'Espagne:
- 2020

### Équipe nationale
Ligue Européenne:
- 2019